# Мерлис, Пётр Миронович
Пётр Миронович Мерлис (1908 — 1994) — советский инженер-конструктор, заместитель главного конструктора Коломенского тепловозостроительного завода имени В. В. Куйбышева. Лауреат Государственной премии СССР (1971). Герой Социалистического Труда (1963).

## Биография
Родился 5 июля 1908 года в деревне Щёлково Богородского уезда Московской губернии в еврейской семье инженера.
С 1926 года после окончания девятилетней школы начал свою трудовую деятельность слесарем на Щёлковском химзаводе. С 1929 по 1933 год обучался в Нижегородском  механико-машиностроительном институте, по окончании которого получил специализацию инженера-конструктора по дизелестроению. С 1933 по 1934 и с 1935 по 1939 годы работал в должности инженера-конструктора и руководителя группы, с 1939 года — ведущий конструктор первого двухтактного дизеля Коломенского тепловозостроительного завода имени В. В. Куйбышева, в 1940 году под его руководством был построен дизель 30Д. С 1934 по 1935 год проходил действительную военную службу на Черноморском флоте в составе 2-й бригады торпедных катеров. 
С 1941 по 1944 год, в период Великой Отечественной войны, работал в должности старшего мастера по моторам танков Кировского завода, был участником создания новой самоходной артиллерийской установки. С 1944 по 1947 год был руководителем конструкторского бюро Харьковского паровозостроительного завода, занимался созданием модернизированного дизеля 30Д. 20 января 1943 года Указом Президиума Верховного Совета СССР за ударный труд во время войны П. М. Мерлис был награждён Орденом Красной Звезды. 
С 1947 по 1965 год — ведущий конструктор по дизелям и параллельно занимал должность заместителя главного конструктора Коломенского тепловозостроительного завода имени В. В. Куйбышева. Под его руководством и при непосредственном участии были созданы: дизель 30Д, реверсивный дизель 40Д и   дизель 11Д-45. В 1960 году П. М. Мерлис за создание дизеля 40Д был удостоен большой золотой медали ВДНХ СССР. 
20 сентября 1963 года «закрытым» Указом Президиума Верховного Совета СССР «за создание новых образцов спецтехники» Пётр Миронович Мерлис был удостоен звания Героя Социалистического Труда с вручением Ордена Ленина и золотой медали «Серп и Молот». 
С 1965 по 1969 год работал в должности главного конструктора по машиностроению, с  1969 по 1981 год — заместителем главного конструктора по перспективному проектированию дизелей Коломенского тепловозостроительного завода имени В. В. Куйбышева. 
В 1971 году «за создание новых дизелей типа Д42» Пётр Михайлович Мерлис был удостоен Государственной премии СССР.
С 1981 года вышел на заслуженный отдых. 
Скончался 7 марта 1994 года в Коломне Московской области.

## Награды
- Медаль «Серп и Молот» (20.09.1963)
- Орден Ленина (20.09.1963)
- Орден Красной Звезды (20.01.1943)
- Медаль «За победу над Германией в Великой Отечественной войне 1941—1945 гг.»
- Большая Золотая медаль ВДНХ (1960)

### Премии
- Государственная премия СССР (1971)